# Kenan Olcay
Kenan Olcay, né le  30 novembre 1913 et mort à une date inconnue, est un lutteur turc spécialiste de la lutte gréco-romaine.

## Carrière
Kenan Olcay participe aux Jeux olympiques d'été de 1948 à Londres en lutte gréco-romaine et remporte la médaille d'argent dans la catégorie des poids mouches.